# 直角台形

直角台形

直角台形 (ちょっかくだいけい、英: Right angle trapezoid,Right-trapezoid) とは、四角形の一種である。

## 概要
台形の一種で、2つの隣接する直角を持つ。4つの内角で構成され、そのうちの2つは必ず90度である。(右図)辺aに垂直な線dは、aに平行なすべての線にも垂直であるため、台形に少なくとも1つの直角がある場合、常に少なくとも2つの直角がある。
直角台形が、3つの直角を持つことは不可能で、3つ目の角が90°の場合4つ目の角も90°になり、長方形になる。

## ギャラリー

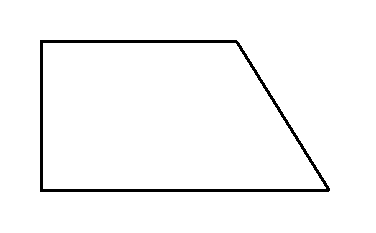
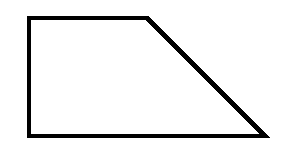
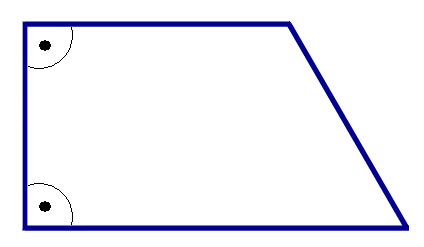